# Доње Тламино
Доње Тламино (буг. Долно Тлъмино) је насеље у Србији у општини Босилеград у Пчињском округу. Према попису из 2022. било је 90 становника.

## Демографија
У насељу Доње Тламино живи 164 пунолетна становника, а просечна старост становништва износи 42,1 година (40,0 код мушкараца и 44,0 код жена). У насељу има 74 домаћинства, а просечан број чланова по домаћинству је 2,85.
Ово насеље је великим делом насељено Бугарима (према попису из 2002. године), а у последња три пописа, примећен је пад у броју становника.
|  |

| Демографија | Демографија | Демографија |
| Година      | Становника  | Становника  |
| ----------- | ----------- | ----------- |
| 1948.       | 509         |             |
| 1953.       | 579         |             |
| 1961.       | 474         |             |
| 1971.       | 414         |             |
| 1981.       | 332         |             |
| 1991.       | 271         | 251         |
| 2002.       | 211         | 212         |
| 2011.       | 162         |             |
| 2022.       | 90          |             |

| Етнички састав према попису из 2002.‍ | Етнички састав према попису из 2002.‍ | Етнички састав према попису из 2002.‍ | Етнички састав према попису из 2002.‍ | Етнички састав према попису из 2002.‍ |
| ------------------------------------ | ------------------------------------ | ------------------------------------ | ------------------------------------ | ------------------------------------ |
|                                      |                                      |                                      |                                      |                                      |
| Бугари                               | Бугари                               |                                      | 196                                  | 92,89%                               |
| Срби                                 | Срби                                 |                                      | 12                                   | 5,68%                                |
| Македонци                            | Македонци                            |                                      | 1                                    | 0,47%                                |

| Година пописа     | 1948. | 1953. | 1961. | 1971. | 1981. | 1991. | 2002. |
| ----------------- | ----- | ----- | ----- | ----- | ----- | ----- | ----- |
| Број домаћинстава | 89    | 103   | 109   | 110   | 91    | 79    | 74    |

| Број чланова      | 1  | 2  | 3  | 4  | 5 | 6 | 7 | 8 | 9 | 10 и више | Просек |
| ----------------- | -- | -- | -- | -- | - | - | - | - | - | --------- | ------ |
| Број домаћинстава | 16 | 21 | 10 | 18 | 6 | 2 | 0 | 0 | 1 | 0         | 2,85   |

| Пол    | Укупно | Неожењен/Неудата | Ожењен/Удата | Удовац/Удовица | Разведен/Разведена | Непознато |
| ------ | ------ | ---------------- | ------------ | -------------- | ------------------ | --------- |
| Мушки  | 80     | 22               | 47           | 5              | 5                  | 1         |
| Женски | 92     | 22               | 50           | 17             | 3                  | 0         |
| УКУПНО | 172    | 44               | 97           | 22             | 8                  | 1         |

| Пол    | Укупно                    | Пољопривреда, лов и шумарство | Рибарство                            | Вађење руде и камена | Прерађивачка индустрија       |
| ------ | ------------------------- | ----------------------------- | ------------------------------------ | -------------------- | ----------------------------- |
| Мушки  | 39                        | 29                            | 0                                    | 0                    | 2                             |
| Женски | 21                        | 13                            | 0                                    | 0                    | 0                             |
| УКУПНО | 60                        | 42                            | 0                                    | 0                    | 2                             |
| Пол    | Производња и снабдевање   | Грађевинарство                | Трговина                             | Хотели и ресторани   | Саобраћај, складиштење и везе |
| Мушки  | 0                         | 2                             | 1                                    | 0                    | 1                             |
| Женски | 0                         | 0                             | 2                                    | 0                    | 0                             |
| УКУПНО | 0                         | 2                             | 3                                    | 0                    | 1                             |
| Пол    | Финансијско посредовање   | Некретнине                    | Државна управа и одбрана             | Образовање           | Здравствени и социјални рад   |
| Мушки  | 0                         | 0                             | 2                                    | 0                    | 0                             |
| Женски | 0                         | 0                             | 0                                    | 4                    | 1                             |
| УКУПНО | 0                         | 0                             | 2                                    | 4                    | 1                             |
| Пол    | Остале услужне активности | Приватна домаћинства          | Екстериторијалне организације и тела | Непознато            | Непознато                     |
| Мушки  | 0                         | 0                             | 0                                    | 2                    | 2                             |
| Женски | 0                         | 0                             | 0                                    | 1                    | 1                             |
| УКУПНО | 0                         | 0                             | 0                                    | 3                    | 3                             |